# Dracula: A Love Tale
Dracula: A Love Tale är en fransk-brittisk romantisk skräckfilm som hade premiär den 30 juli 2025. Filmen är regisserad av Luc Besson som även skrivit manus baserat på Bram Stokers roman om Dracula från 1897.

## Handling
I filmen förälskar sig Dracula i pariskvinnan Mina, som påminner om hans döda hustru.

## Rollista (i urval)
- Caleb Landry Jones - Dracula
- Christoph Waltz - präst
- Matilda De Angelis - Maria
- Zoë Bleu Sidel - Elisabeta / Mina